# Прва лига Мађарске у фудбалу 1918/19.
Шеснаесто фудбалско првенство у Мађарској је одиграно 1918/19. године.

## Преглед
Играло је укупно дванаест клубова, МТК је освојио првенство, што му је била шеста титула. Ово првенство је треће од три која су одржана у ратним условима.
Клубови који су се налазили изван Будимпеште су играли у регионалним лигама и победници тих лига су се квалификовали на турнир победника регионалних лига. Победник овог турнира је био предодређен за плејоф у Будимпешти где би одиграо утакмицу за титулу Мађарског шампиона против шампионског тима из Будимпеште.
Због ратних услова нису завршена регионална такмичења а самим тим није одигран нипровинцијски турнир а ни плејоф у Будимпешти. Прваком је био проглашен МТК.

## Табела
| #  | Екипа                  | Утакмица | ПБ | НР | ИЗ | ГД  | ГП | ГР  | Бодова | Примедба |
| -- | ---------------------- | -------- | -- | -- | -- | --- | -- | --- | ------ | -------- |
| 1  | MTK                    | 22       | 18 | 3  | 1  | 116 | 20 | +96 | 39     | Шампион  |
| 2  | ФК Ференцварош         | 21       | 15 | 5  | 1  | 43  | 8  | +35 | 35     |          |
| 3  | ФК Ујпешт              | 22       | 12 | 6  | 4  | 39  | 19 | +20 | 30     |          |
| 4  | ФК Вашаш               | 21       | 9  | 6  | 6  | 20  | 19 | +1  | 24     |          |
| 5  | ФК Терезвароши ТЦ      | 22       | 9  | 5  | 8  | 29  | 45 | -16 | 23     |          |
| 6  | ФК Трећи округ ТВЕ     | 22       | 6  | 8  | 8  | 33  | 35 | -2  | 20     |          |
| 7  | 33                     | 22       | 5  | 7  | 10 | 17  | 31 | -14 | 17     |          |
| 8  | ФК Кишпешт             | 22       | 8  | 1  | 13 | 27  | 52 | -25 | 17     |          |
| 9  | ФК Будапешт            | 22       | 6  | 5  | 11 | 22  | 48 | -26 | 17     |          |
| 10 | ФК Тереквеш            | 21       | 3  | 8  | 10 | 27  | 32 | -5  | 14     |          |
| 11 | ФК Будимпешта АК       | 21       | 3  | 7  | 12 | 21  | 41 | -20 | 13     |          |
| 12 | ФК Будимпешта МАВАГ СК | 20       | 3  | 3  | 14 | 22  | 66 | -44 | 9      |          |

УУ = Укупно утакмица; ПБ = Победе; НР = Нерешено; ИЗ = Укупно пораза; ГД = Голова дато; ГП = Голова примљено; ГР = Гол-разлика; Бо = Бодова

## Признања
| Шампион Мађарске у фудбалу 1918/19. |
| МТК 6. титула                       |

| Најбољи играч | Најбољи стрелац       |
| Јожеф Браун   | Алфред Шафер (41 гол) |

### Извор
- Mező Ferenc: Futball adattár.  978-963-7543-58-6.